# Bohuskulla

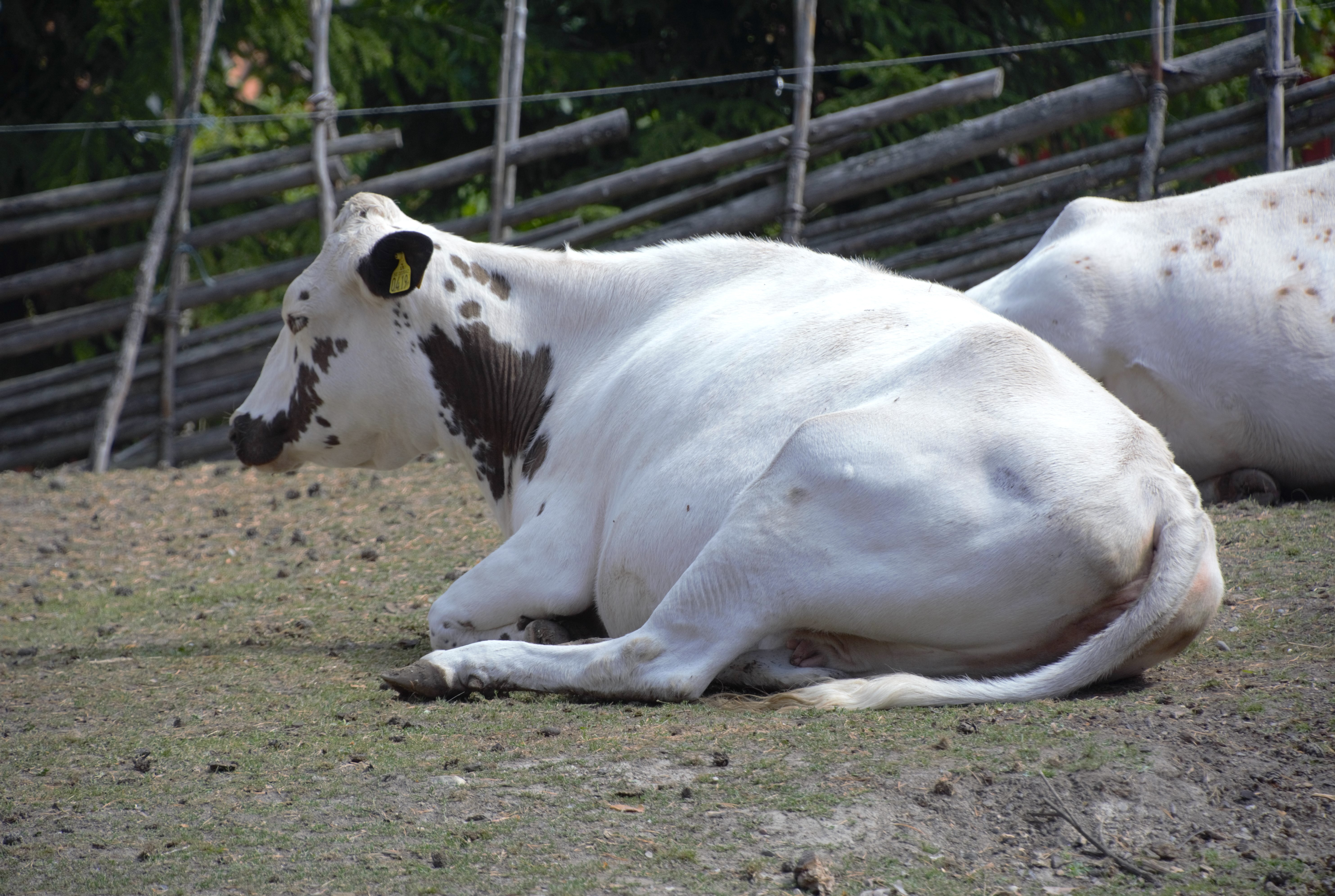
Bohuskullako på Torekällberget i Södertälje

Bohuskulla är en traditionell svensk ras av nötkreatur med ursprung i Bohuslän och Dalsland. Rasen definieras som allmogeko tillsammans med ringamålako och väneko, vilket innebär att de anses som gamla svenska koraser. Genetiska undersökningar har visat att bohuskullan är en variant av svensk fjällko som är kraftigt uppblandad med finsk rödkulla, svensk kullig boskap och fjällnära boskap. Då arbetet med att rädda rasen satte igång 1993 fanns det endast tio kor och en tjur. År 2007 fanns det 26 kor och åtta tjurar, nästan alla dessa djur har mycket stort korsningsinslag.
Rasen är kullig (hornlös) och ganska liten: en vuxen ko väger 400 kg. Kon brukas primärt som diko och därför finns inga uppgifter om hur mycket bohuskullorna mjölkar. Bohuskullan finns i flera färgvarianter.